# Burnaby-tó
A Brunaby-tó (angolul Burnaby Lake) Kanada Brit Columbia tartományában található, Burnaby városában, Vancouver közelében. A 3,11 km² alapterületű tó és környéke természetvédelmi terület (Burnaby Lake Regional Park), legalább 70 madárfaj otthona.

## Története
A tavat Richard Moody tábornok magántitkáráról, Robert Burnabyról nevezték el. 1859-ben a tábornok elkezdte New Westminster, a jövendőbeli Brit Columbia gyarmat területének feltérképezését. Érdekelte, hogy található-e a területtől északra nagyobb édesvízforrás. Miután az őslakos indiánoktól értesült egy tó létezéséről, egy expedíciót szervezett annak felfedezésére, illetve a Burrard’s Inlet nevű tengeröböl partvidékének felderítésére. Ennek a csapatnak volt tagja Robert Burnaby is, a tábornok magántitkára. Az expedíció sikeres volt, megtalálták a Burnaby-tavat valamint a Brunette folyót. Az 1800-as évek utolsó éveiben több fafeldolgozó malom működött a tó partján.

## Élővilág
A tóban több mint 400 növény- és állatfaj él. A kifejezetten gazdag madárvilág képviselői a királygém, fehérfejű rétisas, halászsas, zöld gém. Egykoron sok medve élt a tó környékén. A növényvilág jellegzetes képviselői a gyékények, csalánfélék, palkafélék és fenyőfélék.

## Környezetvédelem
A tóban ülepedik le a közeli Still Creek szennyvize. Mivel számos esővízcsatorna is torkollik a tóba, a Brunette folyón megépítették a Cariboo gátat, mellyel ellenőrzés alatt tartják a folyón lezúduló vízmennyiséget nagy esőzésekkor. Az utóbbi évtizedekben a rengeteg lerakódó üledék miatt a tó gyors feltöltődésnek indult, emiatt megtört az ökológiai egyensúlya és elkezdődött egy láposodási, mocsarasodási folyamat. 2006 augusztusában a helyi hatóságok több mint 360 000 m³ üledéket kotortak ki a tó fenekéről egy tómegújítási projekt keretén belül.

## Fordítás
- Ez a szócikk részben vagy egészben  a   Burnaby Lake Regional Park című angol Wikipédia-szócikk ezen változatának fordításán alapul.  Az eredeti cikk szerkesztőit annak laptörténete sorolja fel. Ez a jelzés csupán a megfogalmazás eredetét és a szerzői jogokat jelzi, nem szolgál a cikkben szereplő információk forrásmegjelöléseként.